# Вінчестер (гвинтівка)

Майбутній президент США Теодор Рузвельт з рушницею Winchester Model 1876, 1900 рік

Гвинтівка Вінчестера (англ. Winchester rifle) — загальна назва для гвинтівок з важільним взводом, що виготовлялися компанією Winchester Repeating Arms Company в США у другій половині XIX століття. Назва «вінчестер» походить від прізвища засновника компанії Олівера Вінчестера, зазвичай так називають дві найпопулярніші моделі гвинтівок — моделі 1873 та 1894 років.
Вінчестери були одними з перших багатозарядних рушниць й були надзвичайно популярними — модель 1873 знана як «рушниця, що завоювала Захід» (англ. The Gun that Won the West), хоча їх поширеність у США того часу дещо перебільшена завдяки літературі і кінематографу XX століття.

## Історія
Своєю появою гвинтівка Вінчестера зобов'язана конструкції гвинтівок Волкенік та Генрі, які були її предтечею. У середині 1860-х років ця зброя була значно вдосконалена, а модель 1866, що через колір латунної ствольної коробки була прозвана «Жовтий хлопець», заряджалися 15 патронами.
Одними з найпопулярніших моделей була гвинтівка з восьмигранним стволом завдовжки 610 мм і карабін з круглим стволом завдовжки 508 мм. Перші рекламні оголошення свідчили, що досвідчений стрілець міг витратити магазин моделі 1866 за 15 секунд. Це говорить про те, що у цієї гвинтівки була висока скорострільність — близько 60 пострілів за хвилину. До кінця 1860-х років боєприпаси кільцевого запалення для гвинтівок практично перестали використовуватися. З появою патрона центрального займання була випущена нова гвинтівка Вінчестера — популярна модель 1873. У цієї моделі був вдосконалений механізм, а латунний важіль замінений залізним.
Значним досягненням був новий патрон .44-40 (10,2 мм), хоча він не справив враження на Артилерійсько-технічну службу армії США, оскільки був пістолетним патроном, а армії була потрібна потужніша зброя. Цивільний ринок, навпаки, поставився до нового патрона вельми прихильно, і в 1878 році фірма «Кольт» випустила деяку кількість своїх «Пісмейкерів» (англ. Peacemaker) і армійських пістолетів подвійної дії під патрон .44-1 дюйм. Цю зброю було названо «FrontierSixShooter». Попри брак військових замовлень, модель 1873 була дуже популярна і залишалася в масовому виробництві до 1919 року.

## Цікаво
Ймовірно, від маркування набоїв для мисливської рушниці Model 1894 з'явилася сленгова назва твердих дисків комп'ютера. 1973 року фірма IBM випустила твердий диск, під час розробляння якого інженери використали коротку внутрішню назву — «30-30» (два модулі по 30 Мб). Керівник проєкту, через співзвучність назви з позначенням набою .30-30 Winchester популярної мисливської рушниці, запропонував назвати цей тип диска «вінчестером».